# 柊さんちの吸血事情
『柊さんちの吸血事情』（ひいらぎさんちのきゅうけつじじょう）は、吉河美希による日本の漫画作品。『別冊少年マガジン』（講談社）にて、2021年11月号から連載中。作者の吉河にとって『ヤンキー君とメガネちゃん』、『山田くんと7人の魔女』、『カッコウの許嫁』に続く連載作品。吉河初の2本同時連載作品で、初の月刊誌連載作品である。「吸血鬼」の家庭で暮らすことになった少年のラブコメディを描く。

## 沿革
2019年9月11日発売の『週刊少年マガジン』41号にて、同誌の60周年を記念した読み切り企画第2弾として、本作の読み切りを掲載。『別冊少年マガジン』の編集チーフの乙黒和彦によると、この読み切りは「大反響を得」て、読者から連載化を望まれていた作品であった。2021年7月24日、テレビアニメ『カッコウの許嫁』のオンライン特番「凪とエリカの夏祭り」の配信内にて、本作の連載が告知される。同年10月8日発売の『別冊少年マガジン』11月号より、本作の連載を開始。『週刊少年マガジン』で『カッコウの許嫁』を連載している吉河は、本作と合わせて2作品同時に連載となる。2022年5月17日に単行本第1巻が発売された際にも、同作と同時刊行が行われている。

## あらすじ
孤児の源翔太は、児童養護施設で生活を送っていた。ある日裕福な柊家が翔太養子縁組、翔太は疑問を抱く。実はその柊家には、「吸血鬼」であるという秘密があった。

## 登場人物

### 主要人物
源 翔太（みなもと しょうた）
本作の主人公。児童養護施設で育った孤児。中学2年の14歳 。若い青年3人を相手に瞬殺できるほど腕っぷしが強い一方、世話になった施設を救うために自ら血液の供給源になることを申し出る、人間を吸血して殺す羽目になることが怖くて友達が作れなかった雨々の悩みにすぐに気づくなど、自分より他人の都合を考えてしまう優しい性格。

### 柊一家
柊 晴海（ひいらぎ はるみ）
柊一家の長女。大学1年の19歳。成長期の吸血衝動の時友達の血を吸って殺してしまったトラウマがあるが表面上は悩みのない明るい性格を装っている。活動的な美女である。
柊 雪枝（ひいらぎ ゆきえ）
柊一家の次女。高校2年の16歳。人の血を吸ってまで生きたくないと死を覚悟していたが、血を吸われても死なない特殊体質の翔太の存在に救われる。最初は死の覚悟を覆されたことで翔太を逆恨みしていたが、「責任取って」という言葉とともに翔太の存在を受け入れて生き続けることを選んだ。真面目な感じの美少女。
柊 雨々（ひいらぎ めめ）
柊一家の三女。中学1年の13歳。吸血衝動発生年齢前の早熟で生意気な印象の美少女。いずれ自分にも吸血衝動が発生して人間を殺してしまうことを恐れており、孤独な人生を覚悟していたが、特殊体質の翔太の存在に救われたことで淡い恋心を抱いている。その後、１２話で吸血衝動を発症して友人に噛みついてしまうが吸血は思い留まったため辛くも殺人は犯さずに済んだ。
柊 八雲（ひいらぎ やぐも）
柊一家三姉妹の父親。糸目と背広が特徴的な病院理事長。
柊 みぞれ（ひいらぎ みぞれ）
柊一家三姉妹の母親。和服に夜会巻きがトレードマーク。

### 楠一家
楠　セージ（くすのき　せーじ）
翔太と同じ施設の出身の吸血鬼。現在は柊家とは縄張りを共有する敵対関係にある楠家の一員となっている。雪枝と同じ高校に通う１７歳の高２。家ではイケメンだが高校では陰キャの生徒会長。雪枝の初吸血予定相手を奪ったことで雪枝は死にかけたという過去があるにも関わらず、セージの救済を雪枝は翔太に依頼しているという複雑な関係。
楠　バジル（くすのき　ばじる）
セージの妹で中２の１４歳だが休学中の吸血鬼。車いすを使っており、人嫌いの公爵令嬢。

### こもれびの家
みすず（みすず）
4歳児から翔太と共に施設で育った幼馴染の中学生の少女。最初は柊家で美少女に囲まれている翔太への焼きもちから柊家を訪れたが、施設の為と説得され、また、雪絵の吸血行動を目撃するも愛情表現とごまかされて九死に一生を得る（本人は無自覚）。雪絵との翔太争奪戦への参戦を宣言してしまうほど、行動的で気が強い。

## 作風
『カッコウの許嫁』で天野エリカ役を演じた鬼頭明里によると、本作は「魅力的なキャラクターと賑やかな会話劇が繰り広げられていて、1話からワクワクでドキドキの展開」の作品である。同作品で海野凪役を演じた石川界人は本作について「ラブの香りがプンプン」していると話している。
『週刊少年マガジン』の編集長の栗田宏俊によると、「女の子たちの表情の入れ方」が『カッコウの許嫁』とは異なっており、工夫されているという。『別冊少年マガジン』の編集チーフの乙黒和彦によると、吸血の場面が作者の吉河「ならではの描写の光るどこかエロティックな新しい表現」で描かれている。

## 書誌情報
- 吉河美希『柊さんちの吸血事情』講談社〈KCデラックス〉、既刊5巻（2025年1月17日現在）
  1. 2022年5月17日発売[講 1]、ISBN 978-4-06-527926-7
  2. 2022年12月16日発売[講 2]、ISBN 978-4-06-529988-3
  3. 2023年8月17日発売[講 3]、ISBN 978-4-06-532605-3
  4. 2024年4月17日発売[講 4]、ISBN 978-4-06-535164-2
  5. 2025年1月17日発売[講 5]、ISBN 978-4-06-538058-1

## コラボレート
2023年8月9日発売の『別冊少年マガジン』では、本作のイラストが表紙を飾り、巻頭カラーを掲載。それを記念して、松本光司が雪枝のイラストを描き、『彼岸島』とのコラボレートが行われている。

### 講談社コミックプラス
以下の出典は講談社コミックプラス（講談社）内のページ。書誌情報の発売日の出典としている。
1. 1 2  “『柊さんちの吸血事情（1）』（吉河 美希）”. 講談社コミックプラス.   講談社. 2022年5月17日閲覧。
2. ↑  “『柊さんちの吸血事情（2）』（吉河 美希）”. 講談社コミックプラス.   講談社. 2022年12月16日閲覧。
3. ↑  “『柊さんちの吸血事情（3）』（吉河 美希）”. 講談社コミックプラス.   講談社. 2023年8月17日閲覧。
4. ↑  “『柊さんちの吸血事情（4）』（吉河 美希）”. 講談社コミックプラス.   講談社. 2024年4月17日閲覧。
5. ↑  “『柊さんちの吸血事情（5）』（吉河 美希）”. 講談社コミックプラス.   講談社. 2025年1月17日閲覧。